# 比倫內馬希亞區
25°02′S 33°06′E / 25.033°S 33.100°E

比倫內馬希亞區（葡萄牙語：Bilene），是莫桑比克的行政區，位於該國南部，由加扎省負責管轄，首府設於馬希亞，面積2,157平方公里，2007年人口151,911，人口密度每平方公里70人。